# Čatići
Čatići är en ort i Bosnien och Hercegovina.   Den ligger i entiteten Federationen Bosnien och Hercegovina, i den centrala delen av landet, 30 km nordväst om huvudstaden Sarajevo. Čatići ligger 384 meter över havet och antalet invånare är 1 162.
Terrängen runt Čatići är huvudsakligen kuperad. Čatići ligger nere i en dal.Närmaste större samhälle är Kakanj, 4,3 km norr om Čatići. 
Omgivningarna runt Čatići är en mosaik av jordbruksmark och naturlig växtlighet. Runt Čatići är det ganska tätbefolkat, med 93 invånare per kvadratkilometer.